# Esperanza (Enrique Iglesias)
Esperanza è un brano musicale scritto ed interpretato dal cantante spagnolo Enrique Iglesias insieme a Cheín García Alonso e pubblicato come primo singolo estratto dall'album Cosas del amor del 1998.

## Classifiche
| Classifica (1998)                             | Posizione massima |
| --------------------------------------------- | ----------------- |
| U.S. Billboard Hot Latin Tracks               | 1                 |
| U.S. Billboard Latin Pop Airplay              | 1                 |
| U.S. Billboard Latin Regional Mexican Airplay | 12                |
| U.S. Billboard Latin Tropical/Salsa Airplay   | 8                 |